# کسپر بوگلوند
کسپر بوگلوند (هلندی: Kasper Bøgelund؛ زادهٔ ۸ اکتبر ۱۹۸۰) یک بازیکن فوتبال اهل دانمارک است.
وی همچنین در تیم ملی فوتبال دانمارک بازی کرده‌است.